# Байгул (Забайкальский край)
Байгул — село в Чернышевском районе Забайкальского края России. Административный центр сельского поселения «Байгульское».

## География
Село находится в южной части района, в лесостепной зоне, на левом берегу реки Сухой Байгул, на расстоянии примерно 33 километров (по прямой) к юго-западу от посёлка городского типа Чернышевска.
Климат
Климат характеризуется как резко континентальный, с продолжительной холодной малоснежной зимой и коротким тёплым летом. Среднегодовая температура воздуха составляет −5,5 — −3 °С. Средняя многолетняя температура самого холодного месяца (января) составляет −28 — −34 °С (абсолютный минимум — −57 °С), температура самого тёплого (июля) — 17 — 19,5 °С (абсолютный максимум — 37 °С). Среднегодовое количество осадков — 350—400 мм. Продолжительность безморозного периода составляет в среднем 80—95 дней.
Часовой пояс
Село Байгул находится в часовой зоне МСК+6. Смещение применяемого времени относительно UTC составляет +9:00.

## История
Основано в 1911 году переселенцами из Черниговской губернии. В 1929 году, в период коллективизации, был организован колхоз «Красная заря», вошедший в 1930 году в состав совхоза «Забайкальский овцевод». С ноября 1966 года действовал самостоятельный овцеводческий совхоз «Байгульский».

## Население
| 2010 | 2012 | 2013 | 2014 | 2015 | 2016 | 2017 |
| ---- | ---- | ---- | ---- | ---- | ---- | ---- |
| 993  | ↘973 | ↗982 | ↘961 | ↘947 | ↘915 | ↘909 |
| 2021 |      |      |      |      |      |      |
| ↘855 |      |      |      |      |      |      |

Половой состав
По данным Всероссийской переписи населения 2010 года в гендерной структуре населения мужчины составляли 49,3 %, женщины — соответственно 50,7 %.
Национальный состав
Согласно результатам переписи 2002 года, в национальной структуре населения русские составляли 84 % из 1198 человек.

## Инфраструктура
Функционируют средняя школа, Дом культуры, библиотека, фельдшерский пункт и отделение Почты России.